# 달성 용연사 금강계단
달성 용연사 금강계단(達城 龍淵寺 金剛戒壇)은 대한민국 대구광역시 달성군 용연사에 있는, 조선 시대의 계단(戒壇, 계를 수여하는 식장)이다. 석가모니의 사리가 봉안되어 있다. 1971년 7월 7일 대한민국의 보물 제539호로 지정되었고, 2010년 12월 27일 명칭이 변경되었다. 

## 개요
계단(戒壇)은 계(승려가 지켜야 할 계율)를 수여하는 식장으로, 이 곳에서 승려의 득도식을 비롯한 여러 의식이 행하여 진다. 용연사 내의 한적한 곳에 자리잡은 이 계단은 석가모니의 사리를 모셔두고 있다. 임진왜란(1592) 때 난을 피해 묘향산으로 옮겼던 통도사의 부처사리를 사명대사의 제자 청진이 다시 통도사로 옮길 때 용연사의 승려들이 그 일부를 모셔와 이곳에 봉안하였다 한다.
돌난간이 둘러진 구역 안에 마련된 계단은 널찍한 2단의 기단(基壇)위로 종모양의 탑신(塔身)을 올린 모습이다. 아래층 기단은 네 모서리마다 4천왕상(四天王像)을 1구씩 세워두고, 위층 기단은 4면에 8부신상(八部神像)을 돋을새김하였는데, 뛰어난 조각솜씨는 아니지만 섬세하고 균형감이 있어 단조로운 구조에 아름다움을 더해주고 있다. 조선시대에 유행한 양식을 보이고 있는 탑신은 별다른 꾸밈을 하지 않은 채 꼭대기에 큼직한 보주(寶珠:연꽃봉오리모양의 장식)를 조각해 두었다.
절 안에 세워져 있는 석가여래비에는, 석가의 사리를 모시고 이 계단을 쌓았다는 내용이 기록되어 있는데, 이 기록을 통해 조선 광해군 5년(1613)에 계단이 완성되었음을 알 수 있다. 전체적으로 구조가 섬세하고 조각기법이 예리하며, 특히 17세기 초에 만들어진 작품으로서 당시의 석조건축과 조각을 연구하는데 소중한 자료가 되고 있다.

## 사진

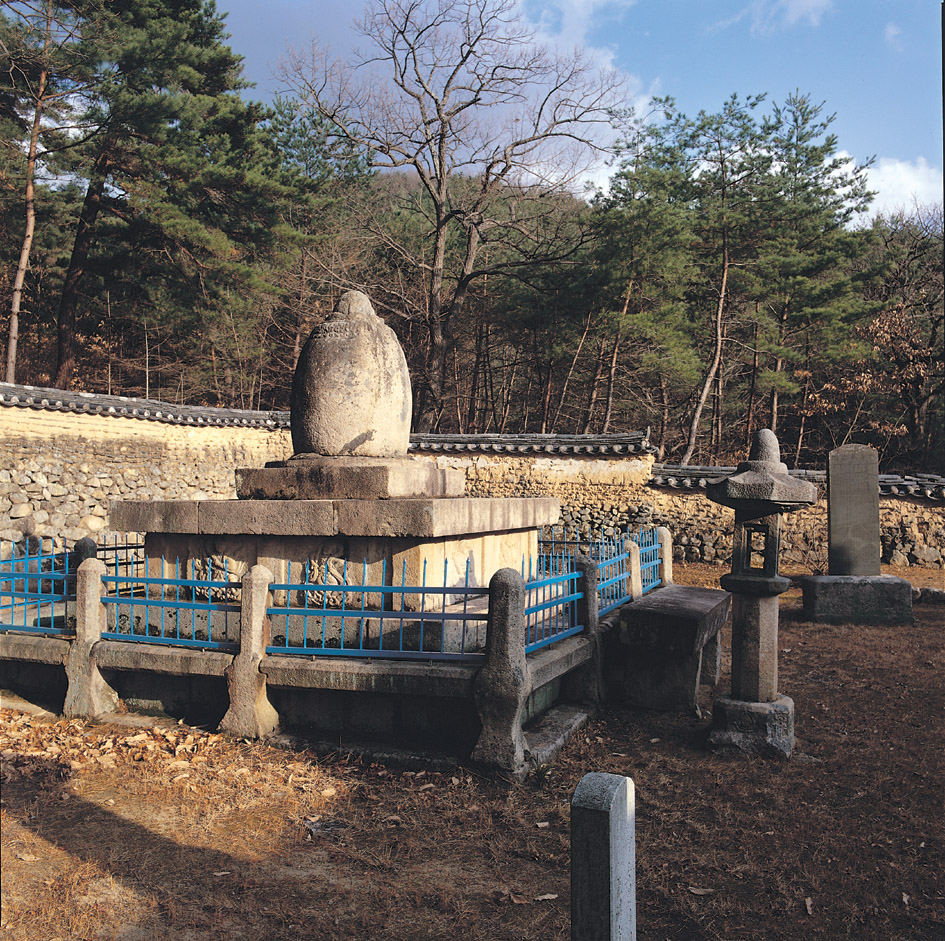
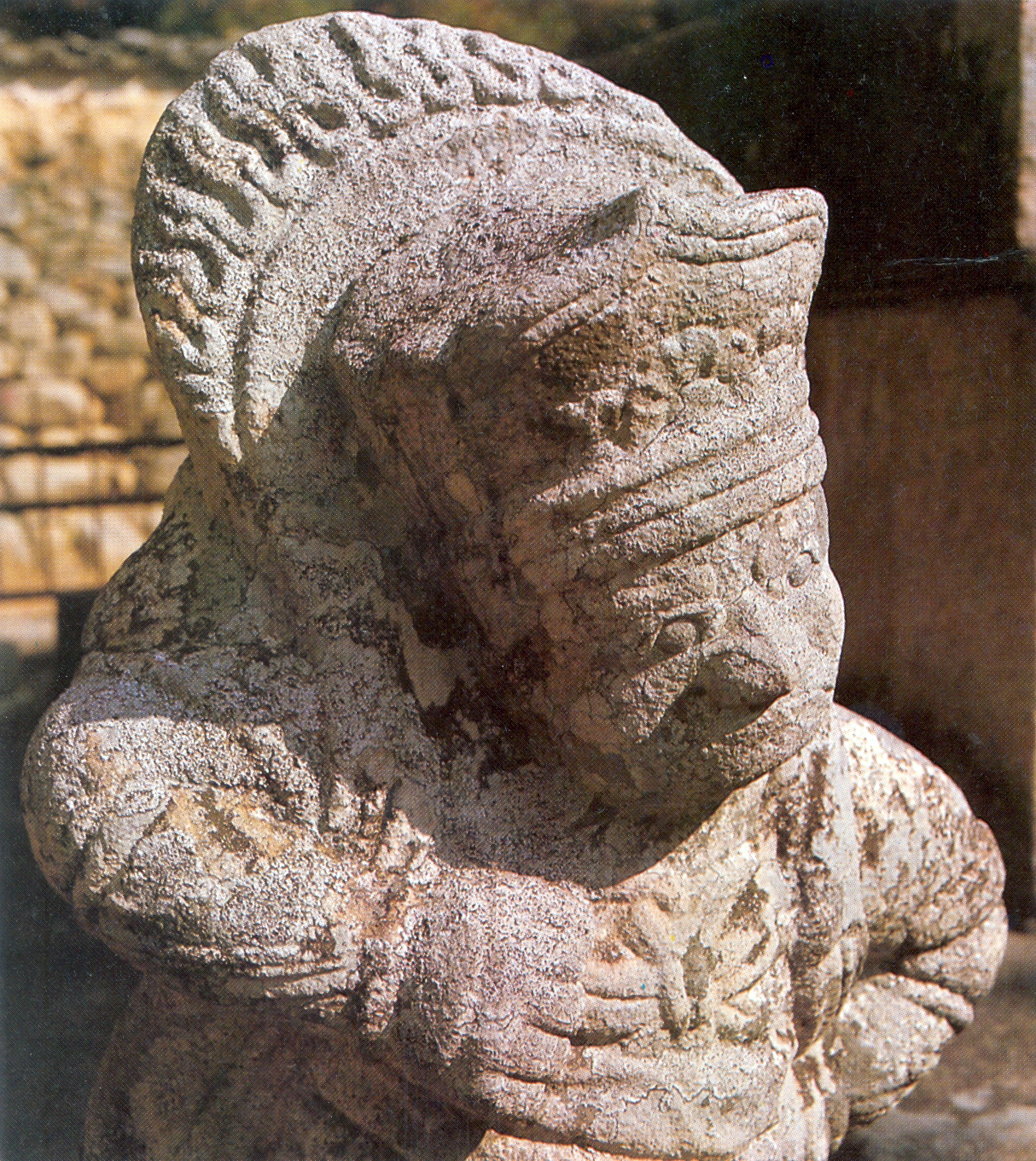
천왕상
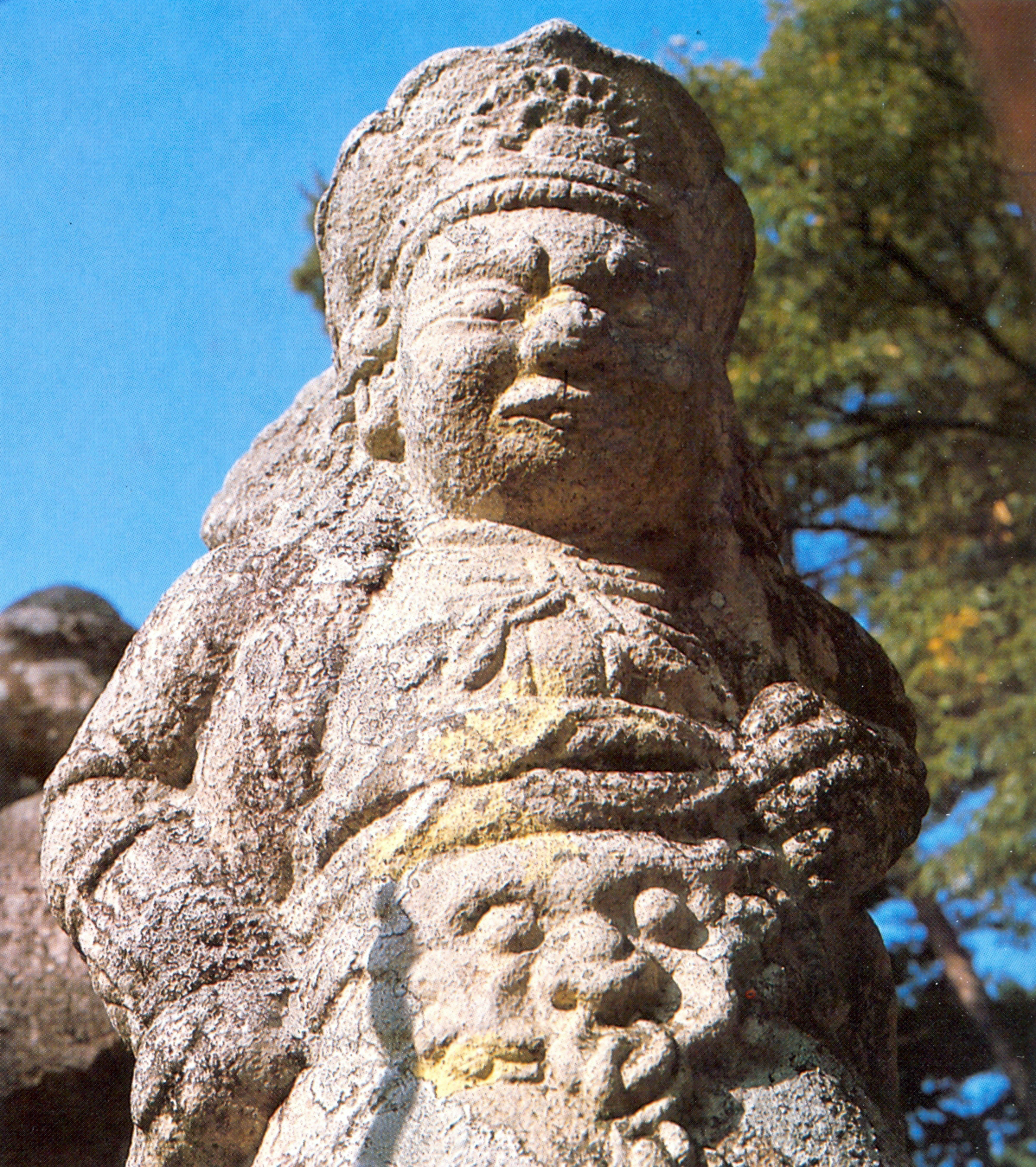
천왕상
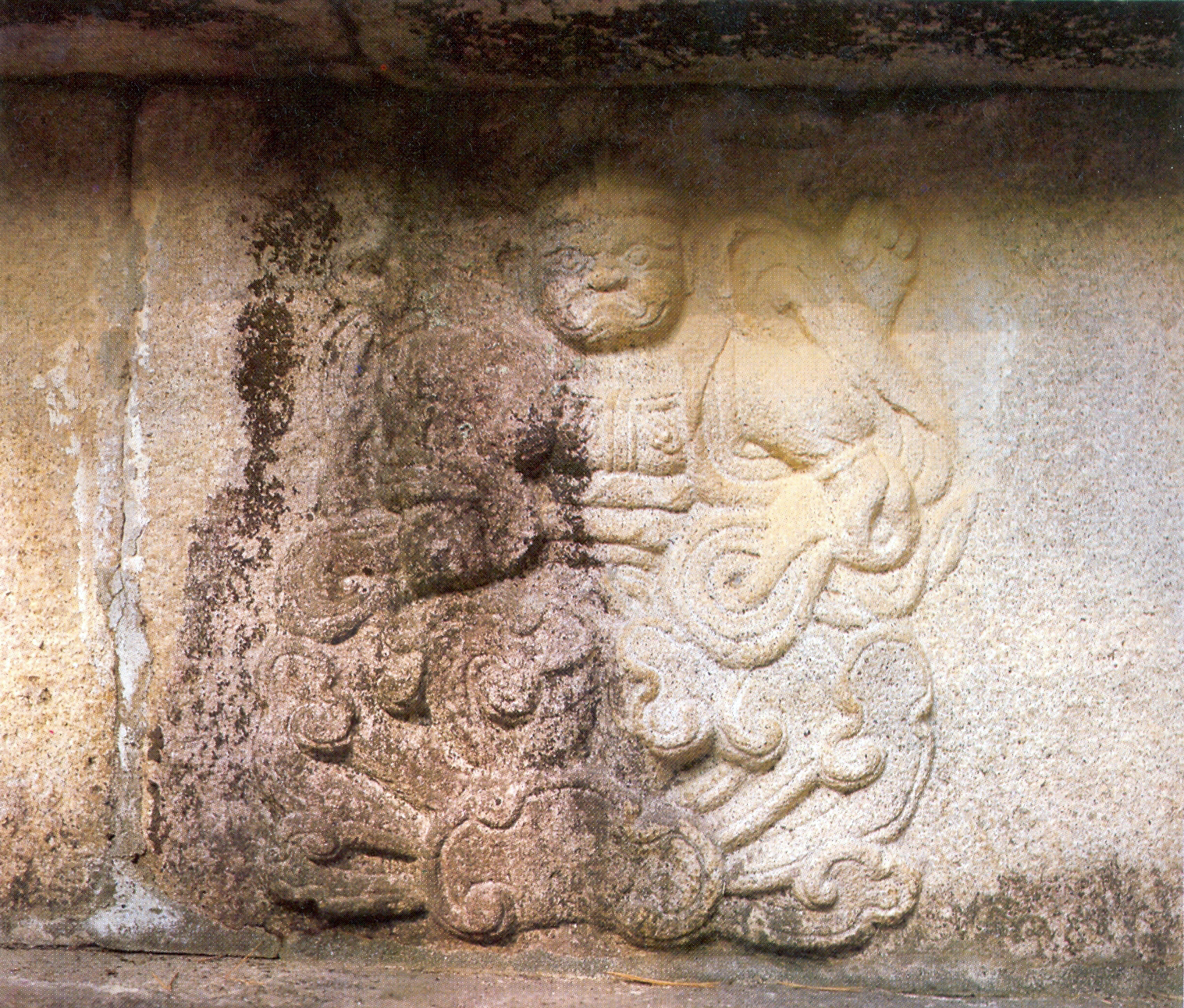
팔부신중상